# Бугимен (фильм, 2023)
«Бугимен» (англ. The Boogeyman) — американский художественный фильм режиссёра Роба Сэвиджа. Экранизация рассказа Стивена Кинга «И пришёл бука». Главные роли исполняют Софи Тэтчер, Крис Мессина, Вивьен Лира Блэр и Дэвид Дастмалчян.
Премьера фильма в США состоялась 2 июня 2023 года.

## Сюжет
После трагической смерти матери девочка-подросток и её младшая сестра обнаруживают, что в их доме поселился монстр, и пытаются заставить своего убитого горем отца обратить на них внимание, пока не стало слишком поздно.

## В ролях
- Софи Тэтчер
- Крис Мессина
- Дэвид Дастмалчян
- Марин Айрленд
- Вивьен Лира Блэр
- Мэдисон Ху

## Производство и премьера
Фильм является экранизацией одноимённого рассказа Стивена Кинга 1978 года (в русской локализации «И пришёл бука»). 26 июня 2018 года стало известно, что Скотт Бек и Брайан Вудс напишут сценарий, а Шон Леви, Дэн Левин и Дэн Коэн станут сопродюсерами фильма. Однако в 2019 году, после приобретения компанией Disney компании 20th Century Fox, фильм был отменён наряду с другими фильмами, находящимися в разработке. В ноябре 2021 года производство фильма было возобновлено, и стало известно, что Роб Сэвидж будет режиссёром, а сценарий напишет Марк Гейман на основе черновиков Бека, Вудса и Акелы Купера. В январе 2022 года к актёрскому составу присоединились Софи Тэтчер и Крис Мессина. В феврале в актёрский состав вошли Дэвид Дастмалчян, Марин Айрленд, Вивьен Лира Блэр и Мэдисон Ху.
Съёмки начались в феврале 2022 года в Новом Орлеане.
Премьера фильма в США состоялась 2 июня 2023 года. Первоначально планировалось выпустить фильм на Hulu в 2023 году, однако после положительного тестового показа в декабре было объявлено, что фильм будет выпущен в кинотеатрах 2 июня. Трейлер был выпущен 29 января 2023. Выпуск «Бугимена» на Ultra HD Blu-ray, Blu-ray и DVD запланирован на август 2023 года.

## Восприятие
Фрэнк Шек из The Hollywood Reporter пишет, что фильм «в основном работает благодаря мастерски выверенной атмосфере, запоминающемуся визуальному стилю … и целеустремлённой игре очень талантливого актёрского состава». Кевин Махер из The Times поставил фильму 2/5 звезд, написав, что это были «90 минут тёмных коридоров, сюжетных дыр и страха перед прыжком, за которыми последовала глупая кульминационная конфронтация и какая-то слащавая чепуха в кабинете терапевта».